# Ambulocetus
Ambulocetus (literalmente, "ballena que camina") es un género extinto de cetáceos primitivos que poseía la capacidad de moverse en tierra y en el agua. Es un fósil transicional del Cenozoico, que muestra cómo evolucionaron las ballenas a partir de mamíferos terrestres. Se conoce una sola especie, Ambulocetus natans. Tenía apariencia de un cocodrilo de unos tres metros de longitud.

## Descripción

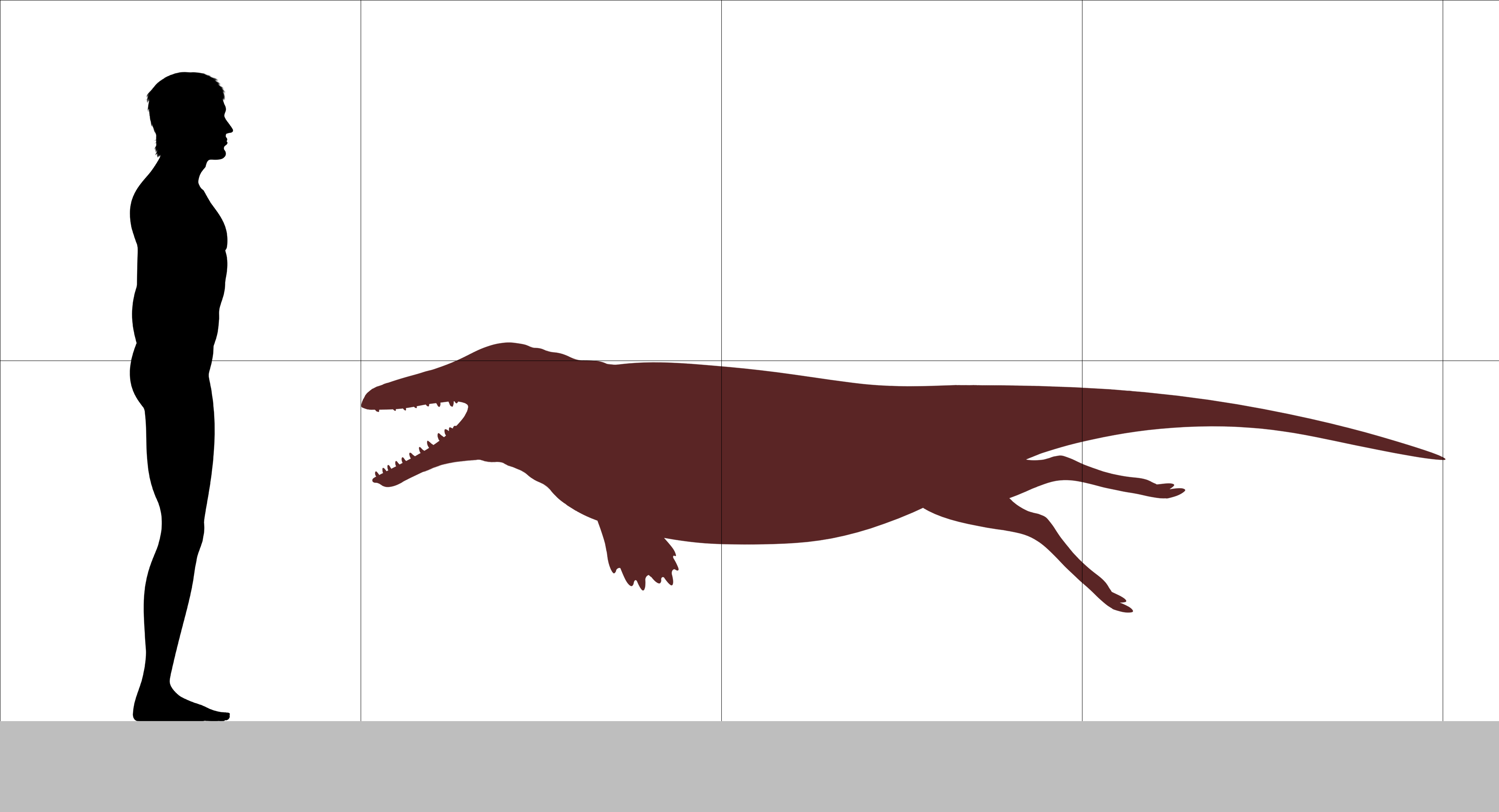
Tamaño de Ambulocetus comparado con una persona.

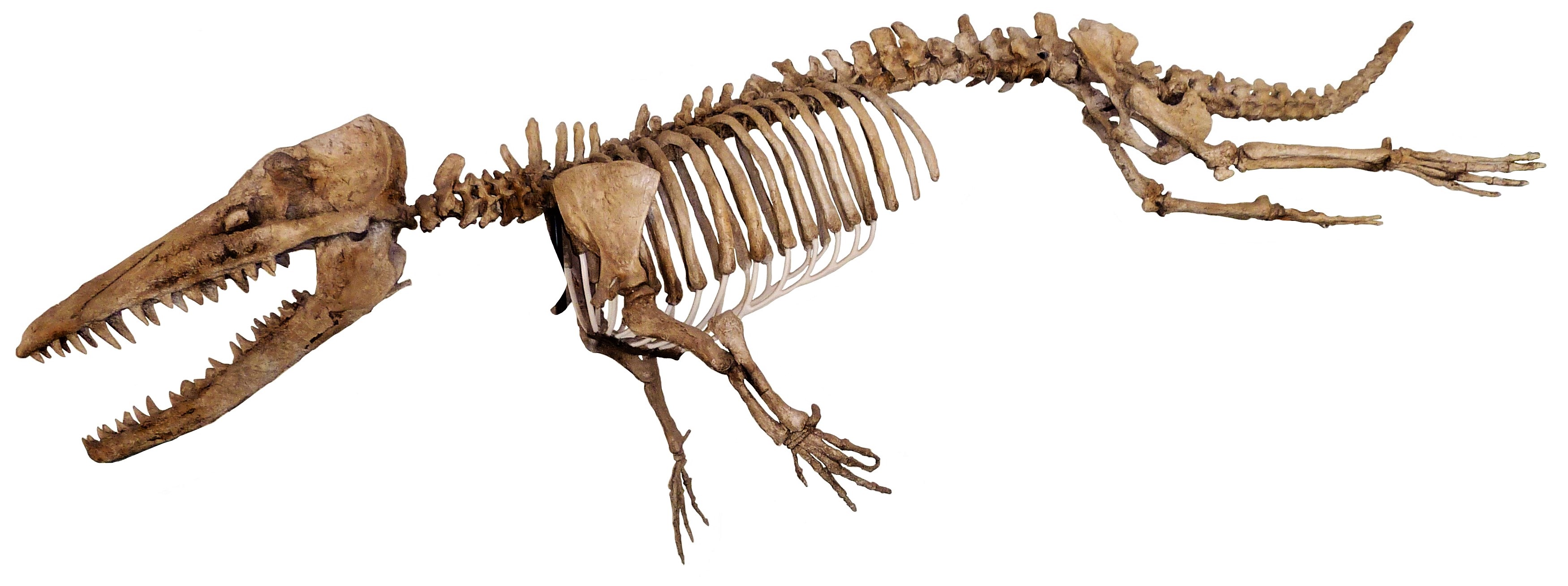
Ambulocetus natans exhibido en el Museo di Storia Naturale e del Territorio dell'Università di Pisa.

Medía tres metros de largo, sus patas traseras estaban mejor adaptadas para la natación que para caminar sobre la tierra, y nadaba de arriba abajo, como las nutrias y ballenas. Estaba al acecho en el agua hasta que una presa fuera a beber. El análisis químico de los dientes indica que era capaz de moverse entre agua dulce y salada. Ambulocetus no tenía oídos externos. Para detectar a sus presas en tierra, podrían haber bajado la cabeza al suelo y sentir las vibraciones.
Los científicos consideran que Ambulocetus era una ballena temprana porque comparte adaptaciones con ellas: tenía una adaptación en la nariz que le permitía tragar debajo del agua, Además, sus dientes son similares a los de los primeros cetáceos.

## Descubrimiento

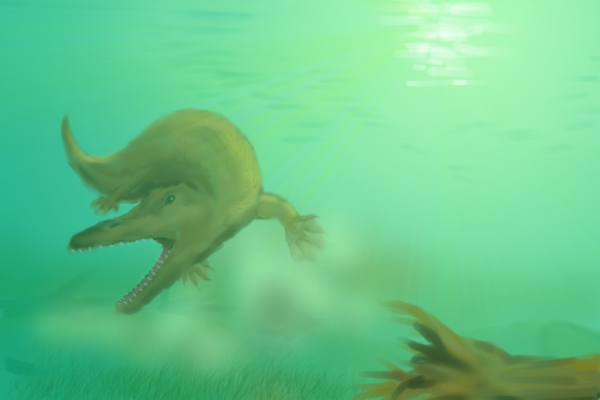
Ilustración de un Ambulocetus en su hábitat.

Un Ambulocetus natans se recuperó de la Formación Kuldana Superior de Pakistán en 1993 por Johannes GM Thewissen y Sayed Hussain Taseer. Fue descrito por Thewissen, Hussain y Mohammad Arif en 1994, Se cree que es de finales del Ypresiano a principios del Lutetiano a principios de Eoceno Medio (hace 50 o 48 millones años).

## Fósiles
Los fósiles hallados de Ambulocetus han sido encontrados en Pakistán por el antropólogo Johannes Thewissen. En la época en la que vivió, Pakistán era una región costera que bordeaba el antiguo Mar de Tethys.

## En la cultura popular
Este antepasado de los cetáceos apareció en el primer episodio de Walking with Beasts, una serie documental sobre la vida en el Cenozoico. En dicho episodio se representa al Ambulocetus como un cazador al acecho como los cocodrilos, al final muere por una nube de humo tóxico desprendida por movimientos sísmicos.

## Galería

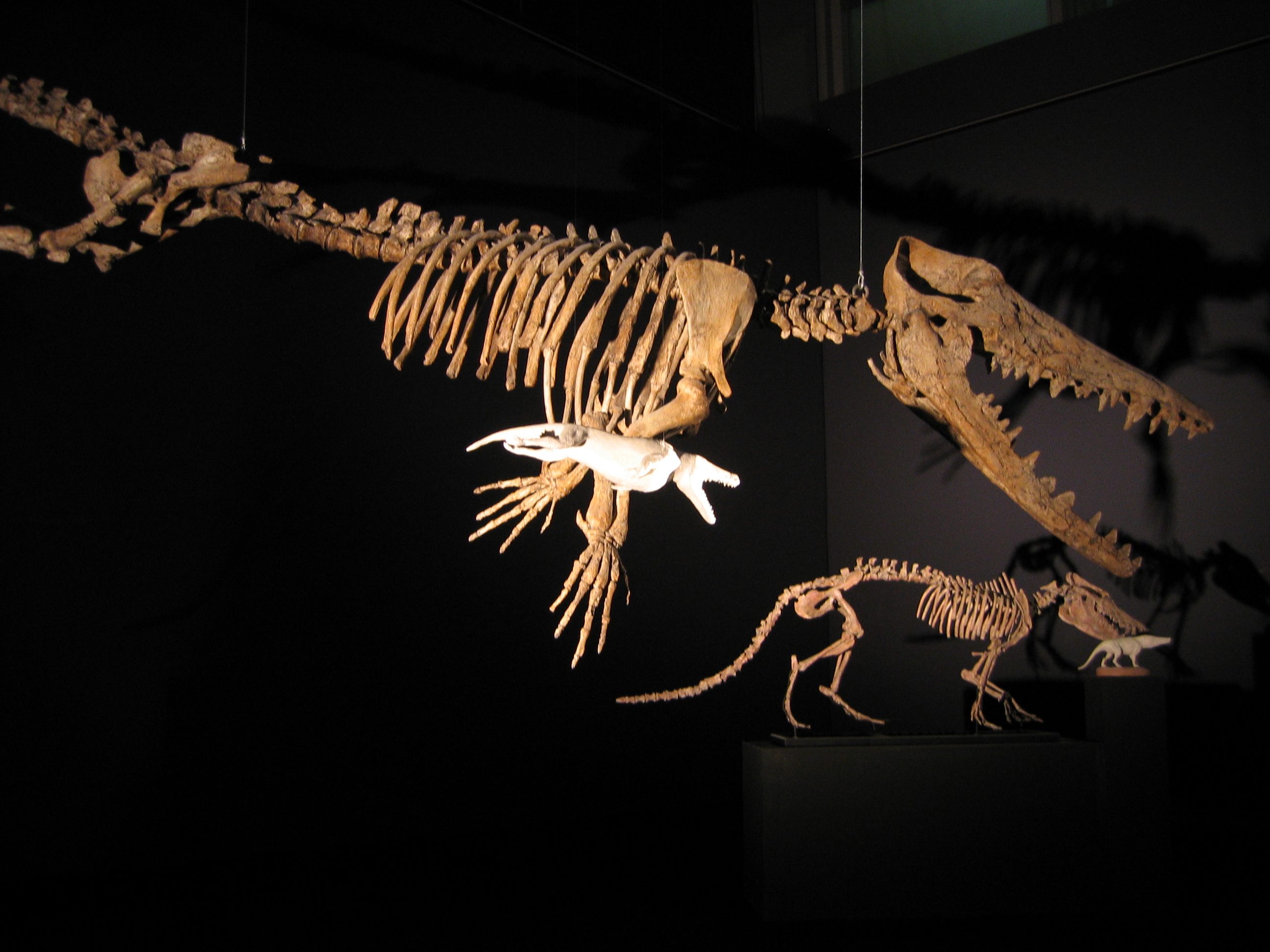
Esqueleto de un Pakicetus montado junto al de un Ambulocetus.
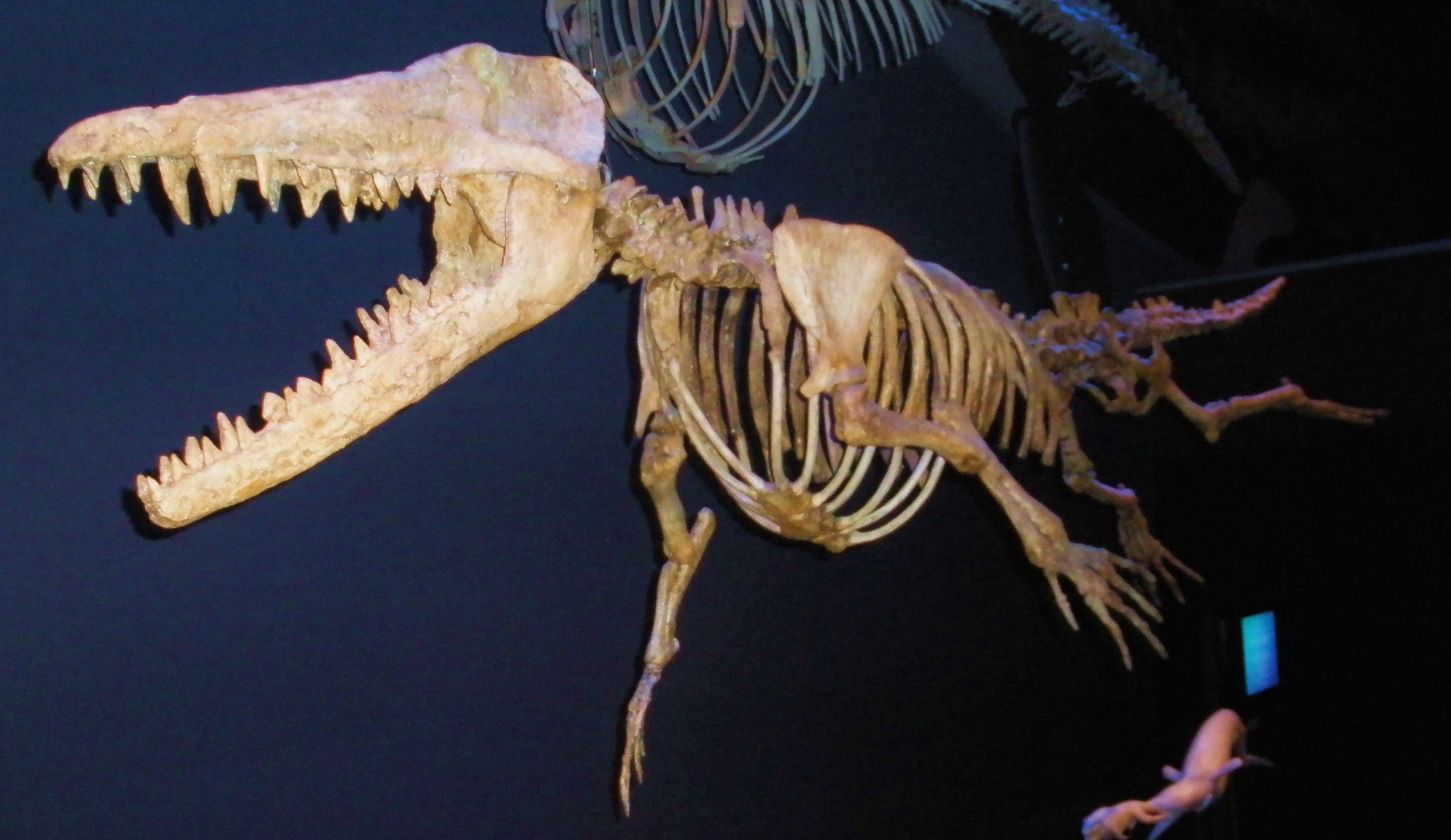
Esqueleto de un Ambulocetus montado en posición de nado.